# Pompei: Legenda Wezuwiusza
Pompei: Legenda Wezuwiusza – komputerowa gra przygodowa o tematyce historycznej, wyprodukowana przez Arxel Tribe i wydana przez Cryo Interactive w 2000 roku na platformę Microsoft Windows. Jest to gra typu „wskaż i kliknij”.

## Fabuła
Adrian Blake jest sportowcem i geologiem. Adrian poświęcił życie swojej ukochanej żonie Sofii. Po powrocie z jednej wypraw geologicznych okazuje się, że jego żona znikła. Blake podejrzewa działanie sił nadprzyrodzonych, aby rozwikłać zagadkę przegląda stare archiwa i na ich podstawie dowiaduje się, że Sofia przeniosła się do Pompei tuż przed wybuchem Wezuwiusza i musi ją uratować. Przeniosła ją tam bogini Isztar za nie odwzajemnienia jej miłości przez Adriana. Po wypowiedzeniu zaklęcia bogini Isztar, Blake przenosi się do Pompejów, do roku 79 na cztery dni przed wybuchem Wezuwiusza. W kompletnie obcym mieście z innej epoki i regionu świata odnajduje Sofię, jednak ona zupełnie go nie pamięta i jest dla niej zupełnie obcą osobą.